# Cabinet Clement I
Land de Rhénanie
-du-Nord-Westphalie
Rau V Clement II
Le cabinet Clement I (en allemand : Kabinett Clement I) est le gouvernement du Land de Rhénanie-du-Nord-Westphalie entre le 17 juin 1998 et le 27 juin 2000, durant la douzième législature du Landtag.

## Coalition et historique
Dirigé par le nouveau ministre-président social-démocrate Wolfgang Clement, ce gouvernement est constitué et soutenu par une  « coalition rouge-verte » entre le Parti social-démocrate d'Allemagne (SPD) et l'Alliance 90 / Les Verts (Grünen). Ensemble, ils disposent de 132 députés sur 221, soit 59,7 % des sièges du Landtag.
Il est formé à la suite de la démission volontaire de Johannes Rau, au pouvoir depuis septembre 1978, et succède au cabinet Rau V, constitué et soutenu par une coalition identique. Après presque vingt ans au pouvoir, et en prévision de sa candidature à l'élection présidentielle de juin 1999, Rau décide de se retirer de la direction de l'exécutif. Clement, perçu comme son bras droit, est donc choisi par les sociaux-démocrates pour lui succéder.
Lors des élections législatives régionales du 14 mai 2000, le SPD et les Grünen enregistrent un recul de l'ordre de sept points, notamment au profit des libéraux, mais parviennent à conserver une assez courte majorité absolue. En conséquence, le ministre-président sortant est reconduit et constitue son second cabinet.

## Composition

### Initiale (17 juin 1998)
- Les nouveaux ministres sont indiqués en gras, ceux ayant changé d'attributions en italique.

| Fonction                                                                                         | Nom | Nom                                              | Parti  |
| ------------------------------------------------------------------------------------------------ | --- | ------------------------------------------------ | ------ |
| Ministre-président                                                                               |     | Wolfgang Clement                                 | SPD    |
| Vice-ministre-président Ministre des Travaux publics et du Logement                              |     | Michael Vesper                                   | Grünen |
| Ministre des Finances                                                                            |     | Heinz Schleußer                                  | SPD    |
| Ministre de l'Intérieur et de la Justice                                                         |     | Fritz Behrens                                    | SPD    |
| Ministre du Travail, des Affaires sociales, du Développement urbain, de la Culture et des Sports |     | Ilse Brusis                                      | SPD    |
| Ministre des Femmes, de la Jeunesse, de la Famille et de la Santé                                |     | Birgit Fischer                                   | SPD    |
| Ministre de l'Éducation, de la Formation professionnelle, de la Science et de la Recherche       |     | Gabriele Behler                                  | SPD    |
| Ministre de l'Environnement, de l'Aménagement du territoire et de l'Agriculture                  |     | Bärbel Höhn                                      | Grünen |
| Ministre de l'Économie, des Petites et moyennes entreprises, de la Technologie et des Transports |     | Bodo Hombach jusqu'au 27/10/1998 Peer Steinbrück | SPD    |

### Remaniement du1ermars 1999
- Les nouveaux ministres sont indiqués en gras, ceux ayant changé d'attributions en italique.

| Fonction                                                                                         | Nom | Nom | Parti  |
| ------------------------------------------------------------------------------------------------ | --- | --- | ------ |
| Ministre-président                                                                               |     | Wolfgang Clement                                                                                         | SPD    |
| Vice-ministre-président Ministre des Travaux publics et du Logement                              |     | Michael Vesper                                                                                           | Grünen |
| Ministre des Finances                                                                            |     | Heinz Schleußer jusqu'au 26/01/2000 Peer Steinbrück à partir du 22/02/2000                               | SPD    |
| Ministre de l'Intérieur                                                                          |     | Fritz Behrens                                                                                            | SPD    |
| Ministre de la Justice                                                                           |     | Reinhard Rauball jusqu'au 08/03/1999 Intérim de Wolfgang Clement Jochen Dieckmann à partir du 23/03/1999 | SPD    |
| Ministre du Travail, des Affaires sociales, du Développement urbain, de la Culture et des Sports |     | Ilse Brusis                                                                                              | SPD    |
| Ministre des Femmes, de la Jeunesse, de la Famille et de la Santé                                |     | Birgit Fischer                                                                                           | SPD    |
| Ministre de l'Éducation, de la Formation professionnelle, de la Science et de la Recherche       |     | Gabriele Behler                                                                                          | SPD    |
| Ministre de l'Environnement, de l'Aménagement du territoire et de l'Agriculture                  |     | Bärbel Höhn                                                                                              | Grünen |
| Ministre de l'Économie, des Petites et moyennes entreprises, de la Technologie et des Transports |     | Peer Steinbrück jusqu'au 22/02/2000 Ernst Schwanhold                                                     | SPD    |